# Сулайманов, Кундузбек Кошалиевич
Кундузбек Кошалиевич Сулайманов (род. 2 марта 1967, село Уч-Терек, Джалал-Абадская область) — депутат Жогорку Кенеша Кыргызской Республики VII созыва (с 2021 года). Член Комитета по топливно-энергетическому комплексу, недропользованию и промышленной политике Жогорку Кенеш VII созыва (с января 2022 года).

## Биография

### Детство
Родился 2 марта 1967 года в селе Уч-Терек, Токтогульского района, Джалал-Абадской области, Киргизской ССР.

### Образование
В 1983 году закончил обучение в средней школе имени Горького в родном селе Уч-Терек.
С 1984 по 1985 годы проходил обучение в СПТУ №3  города Фрунзе, ныне Бишкек.
С 1987 по 1992 годы обучался в Бишкекском Политехническом институте по специальности инженер-механик.
С 2000 по 2010 годы проходил обучение в Кыргызско-Российском Славянском университете по направлению “юриспруденция”.

### Трудовая деятельность
В 1983 году начал работу художественным руководителем в Доме культуры села Уч-Терек, а также рабочим в совхозе имени Шопокова.
С 1985 по 1987 годы проходил срочную службу в рядах Советской Армии.
С 1992 по 1993 годы работал инженером по маркетингу в Экспериментальном производственном объединении.
В 1993 году поступил на службу в органах Внутренних дел Киргизии. Прошёл путь от инспектора до начальника ОБДД ГУВД города Ош. В 2014 году уволился со службы.
С 2012 года занимался частным предпринимательством, основал и руководил ОсОО “КУБ”.
В ноябре 2021 года избран депутатом VII созыва Жогорку Кенеша Кыргызской Республики от Токтогульского избирательного округа №19. С января 2022 года входит в состав Комитета по топливно-энергетическому комплексу, недропользованию и промышленной политике. 

### Семья
Женат, отец пятерых детей. 

### Награды
- Почётная грамота ПА ОДКБ (2023 год)[7].